# Pilot (Six Feet Under)
«Pilot» (también llamado «Six feet under») es el episodio piloto de la serie de televisión estadounidense de drama funerario Six feet under. El episodio presenta a los protagonistas de la serie, los Fisher, una familia dueña de una funeraria cuyas vidas tendrán un vuelco al morir el patriarca. Se estrenó en Estados Unidos en la cadena de cable premium HBO el 3 de junio de 2001. El episodio fue escrito y dirigido por el creador del programa, Alan Ball.

## Trama
En la víspera de Navidad de 2000, Nathaniel Fisher Sr., propietario de la funeraria Fisher & Sons en Los Ángeles, muere tras ser atropellado por un autobús mientras conducía su nuevo coche fúnebre. El hijo mayor y tocayo de Nathaniel Sr., Nate, quien ha llegado desde Seattle para las vacaciones, se entera sobre la prematura muerte de su padre inmediatamente después de un encuentro sexual con Brenda Chenowith, una mujer a la que conoce en el vuelo. Brenda lleva a Nate a la morgue, donde se reúne con su madre, Ruth, y su hermana menor, Claire. Brenda se marcha y después de identificar el cuerpo, ella y Nate regresan a la casa familiar donde está esperando el hijo menor de Nathaniel, David. 
Varias tensiones y conflictos surgen después de la muerte de Nathaniel Sr. y más allá. Claire ha estado experimentando con drogas, Ruth revela que tuvo una aventura de larga data con un compañero de la iglesia y David ha estado ocultando su homosexualidad y su relación con Keith, un policía, a su familia. David también muestra resentimiento hacia Nate por dejar a la familia y el negocio que ahora administra. Nate se frustra con su familia y consigo mismo, y expresa insatisfacción con su vida. El espectro de Nathaniel Sr. se aparece a los miembros de su familia y los entabla en una conversación. Después del funeral, Nate se reencuentra con Brenda y formalmente lo invita a reunirse en una cita, David busca consuelo con Keith y Ruth, quien ha recibido real consuelo de Nate, le pide que retrase su regreso a Seattle y él acepta.

## Producción
Se suponía que Eric Balfour solo sería presentado como "La cita de metanfetamina de Claire" para el piloto del programa, pero el director Alan Ball encontró su química tan satisfactoria con Lauren Ambrose que su papel se convirtió en el personaje de Gabe Dimas. De manera similar, los roles de Dina Waters y Gary Hershberger solo figuraban como "Chatty Mourner" y "Kroehner Representante", cuyos roles se desarrollaron en Tracy Montrose Blair y Matthew Gilardi respectivamente, y tendrían roles recurrentes. En el guion del piloto, originalmente la familia tendría el apellido Hitchcock. 
El episodio presenta comerciales humorísticos relacionados con funerarias que comenzarían cada acto, pero la idea fue abandonada y el piloto es el único episodio en el que se utilizaron.

## Recepción
El episodio piloto fue recibido positivamente y obtuvo varios premios y nominaciones. El creador Alan Ball ganó por Mejor Dirección de una Serie Dramática en la 54.ª edición de los Primetime Emmy Awards, mientras que el episodio recibió nominaciones por Mejor Dirección de Arte para una Serie con una sola cámara, Mejor maquillaje para una serie (no protésico), Mejor edición de imágenes con una sola cámara para una serie y excelente mezcla de sonido con una sola cámara para una serie.  Alan Ball también ganó por Logro Sobresaliente como Director en Serie Dramática en los Premios del Sindicato de Directores de América de 2001.  El episodio ganó un premio del Art Directors Guild a la excelencia en diseño de producción en 2001. 